# Хилиарх
Хилиарх (др.-греч. χιλίαρχος, χιλιάρχης, χιλιαρχοῦντος) — у македонян и в Древнем Египте у Птолемеев должность командира хилиархии, то есть тысячи легковооруженных (от χίλιοι: = тысяча), хотя теоретически хилиархия, составляя 1/16 часть фаланги и делясь на 2 пентесиархии, или 4 синтагмы, или 64 лоха (в лохе было 16 человек), состояла из 1024 человек.
Впервые термин был использован в Державе Ахеменидов (др.-перс. *hazārapati-). Арриан упоминает о хилиархе Набарзане, которому приписывается руководство 30 тысячами всадников.
Деление войска на тысячи было заимствовано македонянами у персов, у которых существовали должности начальников десятка (др.-перс. *daθapati-), сотни (гекатонтарх; др.-перс. *θatapati-), тысячи (хилиарх; др.-перс. *hazārapati-) и десяти тысяч (мириарх; др.-перс. *baivarapati-).
Персидский хилиарх, как командир лейб-гвардии, состоявшей из 1000 личных телохранителей царской особы, был обязан подавать царю ежедневные рапорты и вводить к нему послов и просителей, играл важную роль в суде Ахеменидов. После смерти Александра Македонского должность хилиарха считалась весьма высокой и почетной: хилиархами были Пердикка и Кассандр. Кроме того, у греческих писателей слово хилиарх служило для обозначения должности римских военных трибунов (tribuni militum) и военных трибунов с консульской властью (tribuni militum consulari potestate).
Хилиархи часто играли роль, аналогичную роли визиря в более поздние времена.
В евангельском рассказе об аресте Иисуса Христа упоминается, что Иуда шёл во главе отряда римской когорты с тысяченачальником (хилиархом), первосвященнических служителей и рабов.